# Amtsgericht Biberach an der Riß

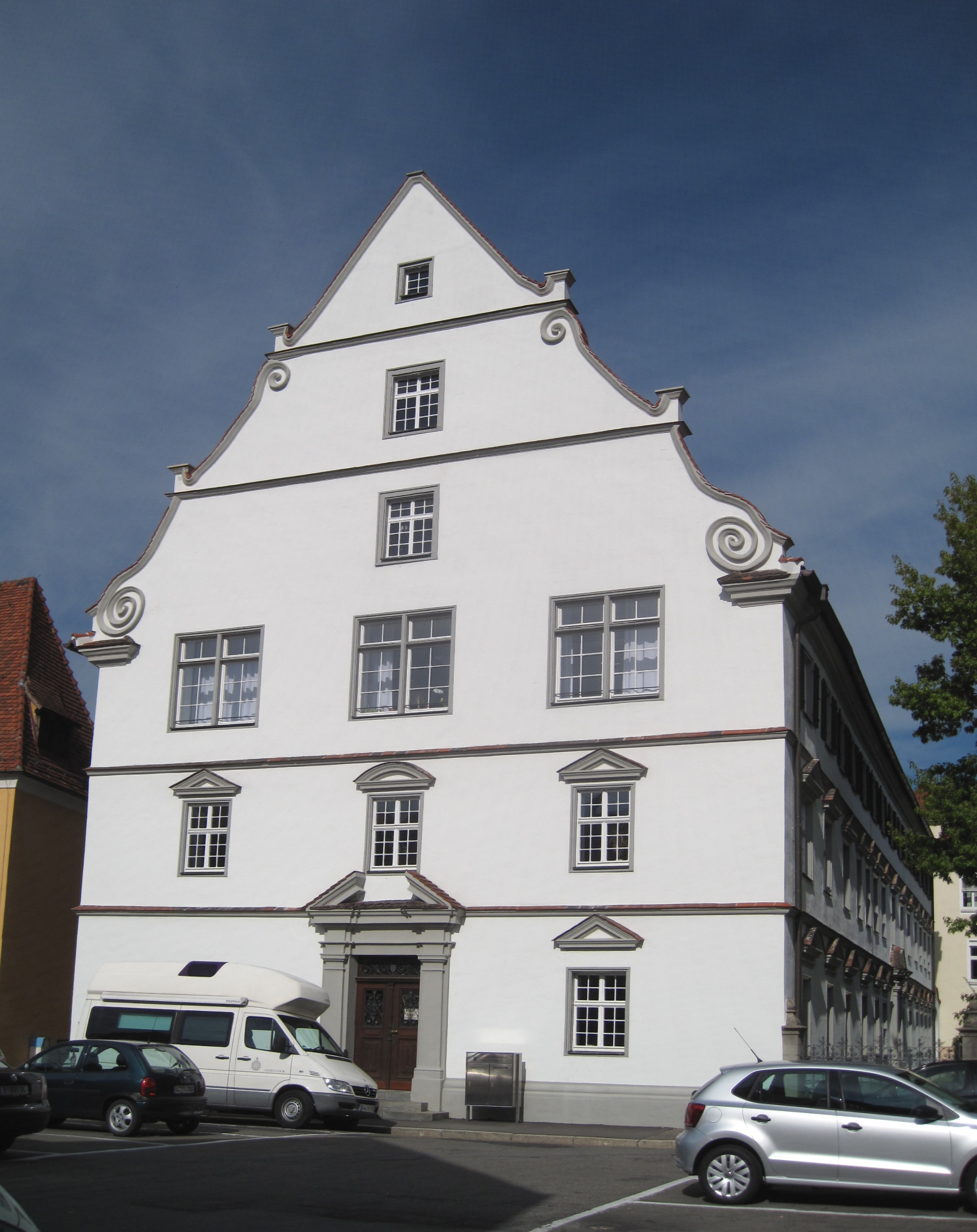
Gerichtsgebäude (Haupteingang)

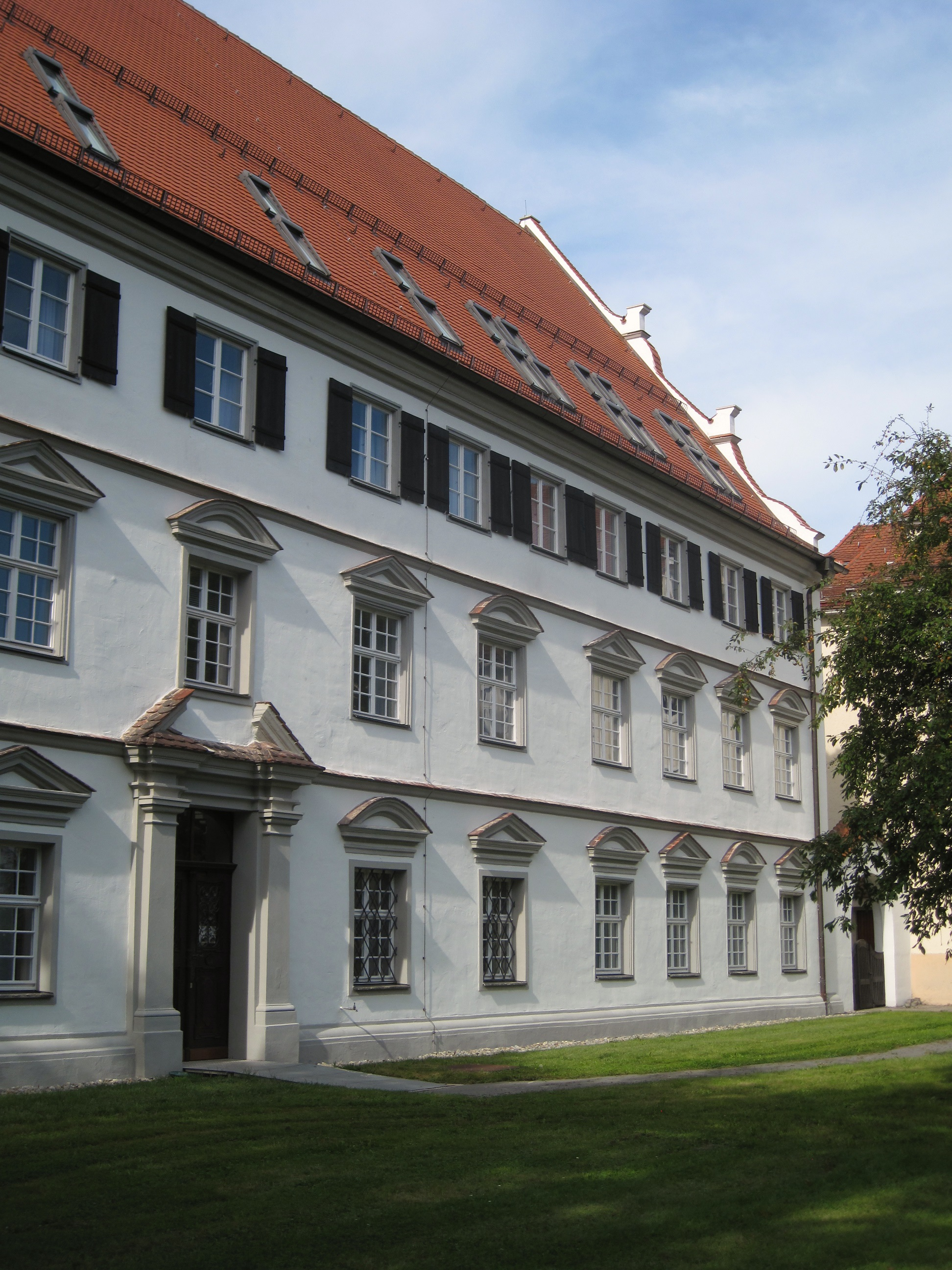
Seitenansicht

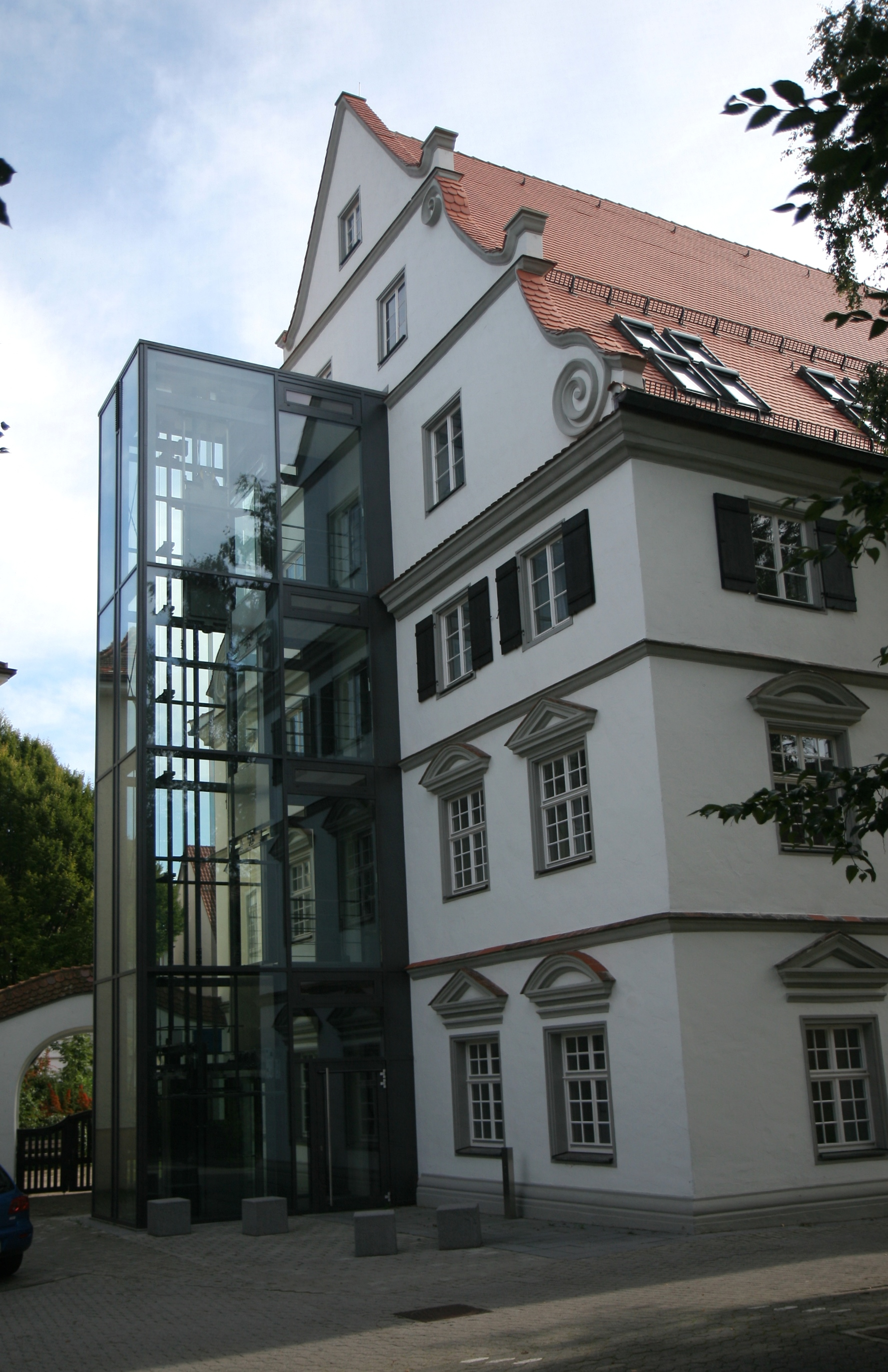
Aufzug am Ostgiebel

Das Amtsgericht Biberach an der Riß ist eines von 108 Amtsgerichten in Baden-Württemberg. Es ist ein Gericht der ordentlichen Gerichtsbarkeit.

## Bezirk
Der Gerichtsbezirk des Amtsgerichts Biberach an der Riß erstreckt sich im mittleren und östlichen Teil des Landkreises Biberach auf die Städte und Gemeinden Achstetten, Attenweiler, Bad Schussenried, Berkheim, Biberach an der Riß, Burgrieden, Dettingen an der Iller, Eberhardzell, Erlenmoos, Erolzheim, Gutenzell-Hürbel, Hochdorf, Ingoldingen, Kirchberg an der Iller, Kirchdorf an der Iller, Laupheim, Maselheim, Mietingen, Mittelbiberach, Ochsenhausen, Rot an der Rot, Schemmerhofen, Schwendi, Steinhausen an der Rottum, Tannheim, Ummendorf, Wain und Warthausen.
Bis zum 1. Juli 1974 bestand das Amtsgericht Laupheim als eigenständiges Amtsgericht. Danach wurde der Amtsgerichtsbezirk Laupheim dem Amtsgerichtsbezirk Biberach zugeschlagen, wobei in Laupheim eine Außenstelle eingerichtet wurde. Die Außenstelle in Laupheim wurde zum 1. April 2004 geschlossen.

## Gerichtsgebäude
Das Amtsgericht ist im ehemaligen Franziskanerinnenkloster Alter Postplatz 4 untergebracht.

## Zuständigkeit und Aufgaben
Das Amtsgericht ist erstinstanzliches Zivil-, Familien- und Strafgericht. Beim Amtsgericht wird außerdem das Vereins- und Güterrechtsregister geführt. Als Vollstreckungsgericht ist es zuständig für alle Vollstreckungssachen, bei denen der Schuldner seinen Wohnsitz im Gerichtsbezirk hat.
In den Zuständigkeitsbereich des Amtsgerichts fallen folgende Tätigkeiten: Zivilsachen, Familiensachen, Strafsachen, Bußgeldverfahren, Bereitschaftsdienst, Betreuungen, Gerichtsvollzieher, Gerichtszahlstelle, Hinterlegungen, Insolvenzen, Mahnverfahren, Rechtsantragstelle, Registersachen, Schuldnerverzeichnis, Unterbringung, Verschollenheitssachen, Vormundschaftssachen, Wohnungseigentum, Zwangsversteigerung und Zwangsvollstreckung.
Außerdem gehören sieben Gerichtsvollzieher zum Amtsgericht.
Das Amtsgericht Biberach an der Riß ist Landwirtschaftsgericht für die Amtsgerichtsbezirke Biberach an der Riß, Riedlingen und Bad Saulgau.

## Übergeordnete Gerichte
Im Instanzenzug übergeordnet sind dem Amtsgericht Biberach an der Riß das Landgericht Ravensburg, das Oberlandesgericht Stuttgart und der Bundesgerichtshof.